# Йейтс, Дориан
До́риан Йе́йтс, также известный как Дориан Ятс, (англ. Dorian Yates; род. 19 апреля 1962 года, Бирмингем, Англия) — английский культурист, шестикратный победитель конкурса «Мистер Олимпия» (1992 —1997).

## Биография

### Ранние годы
Дориан Йейтс родился в посёлке Хёли (англ. Hurley) неподалёку от города Бирмингема. Его мать была инструктором по конному спорту. Когда Дориану было тринадцать лет, его отец умер от сердечного приступа. Через год Дориан с матерью и сестрой переехали в Бирмингем.
Дориана арестовали в девятнадцать лет из-за участия в массовых беспорядках и приговорили к шести месяцам содержания под стражей в Исправительном Молодёжном Центре Уоттон (англ. Whatton Youth Detention Centre), где он и занялся бодибилдингом.

### Карьера культуриста
После освобождения атлет начал ходить в небольшой тренажёрный зал, и вскоре выступил на первых соревнованиях. В 1986 году Дориан выиграл Чемпионат Британии (англ. British Championship). Через год он приобрёл свой спортзал в Англии. В 1987 году Дориан порвал бедренную мышцу, и ему пришлось делать операцию.
В 1990 году Йейтс уехал в Нью-Йорк, чтобы участвовать в соревнованиях «Ночь Чемпионов» (англ. Night of Champions). Затем, получив профессиональный статус в Международной Федерации Бодибилдеров (англ. International Federaion of BodyBuilders, IFBB), он занял второе место после Ли Хейни на конкурсе «Мистер Олимпия» в 1991 году. На следующий год он выиграл этот конкурс.
В 1997 году за три недели до конкурса «Мистер Олимпия» Дориан разорвал трицепс на левой руке, но, несмотря на травму, он в шестой раз выигрывает конкурс.  Так как ранее у него уже был разрыв бицепса на этой же руке, то после этой победы Дориан Йейтс был вынужден завершить карьеру культуриста.

## Личная жизнь
Женился 2 ноября 1991 года, имеет двух детей Льюиса и Тэни, в настоящее время развелся. Проживал в Саттон Колдфилд (англ. Sutton Coldfield) вместе с женой Дебби (англ. Debbie) и двумя детьми  — Льюисом (англ. Lewis) и Тэни (англ. Tahnee). В настоящее время в сети можно найти видеоролики, на которых Дориан тренирует своего сына Льюиса, который в настоящее время как и отец занимается бодибилдингом.

## История выступлений
| Год  | Соревнования      | Место |
| ---- | ----------------- | ----- |
| 1997 | Мистер Олимпия    | 1     |
| 1996 | Гран-при Англия   | 1     |
| 1996 | Мистер Олимпия    | 1     |
| 1996 | Гран-при Германия | 1     |
| 1996 | Гран-при Испания  | 1     |
| 1995 | Мистер Олимпия    | 1     |
| 1994 | Гран-при Англия   | 1     |
| 1994 | Гран-при Германия | 1     |
| 1994 | Гран-при Испания  | 1     |
| 1994 | Мистер Олимпия    | 1     |
| 1993 | Мистер Олимпия    | 1     |
| 1992 | Мистер Олимпия    | 1     |
| 1992 | Гран-при Англия   | 1     |
| 1991 | Гран-при Англия   | 1     |
| 1991 | Мистер Олимпия    | 2     |
| 1991 | Ночь чемпионов    | 1     |
| 1990 | Ночь чемпионов    | 2     |

## Антропометрические данные
- рост — 178 см;
- вес:
  - соревновательный — 121 кг;
  - в межсезонье —— 134 кг;
- бицепс — 53,5 см;
- грудная клетка — 144 см;
- талия — 95 см;
- бедро — 76,5 см;
- голень — 52 см.